# 翁世華
翁世華（1976年—），香港企业家，现任香港百利大有限公司主席。

## 简历
1976年生于台北。出自台湾实业世家。翁氏家族源自浙江宁波，二十世纪初在上海经营实业，二战后移居台湾，创建有华隆财团，二十世纪八十年代曾是台湾首富。祖父翁明昌，父亲翁大铭，祖母翁經蓮芳。
早年在美国求学成长，毕业于纽约大学获得金融与国际商业理学学士。后回上海继续学业，相继获得华东师范大学心理学硕士学位、应用心理学哲学博士学位，并为兼职教授。取得专门人寿保险管理师资格。曾任台湾穎瑞科技有限公司法人代表、国华人寿董事。1995年加入香港百利大有限公司任非执行董事。2003年3月，辞任国华人寿董事。2014年7月委任为Goldenfield Equities Limited董事。2014年8月委任为香港百利大有限公司主席。2014年9月获委任为香港百利大执行董事。